# William W. Bowers

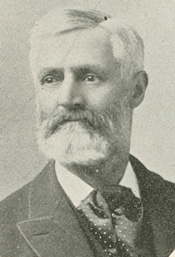
William W. Bowers

William Wallace Bowers (* 20. Oktober 1834 in Whitestown, New York; † 2. Mai 1917 in San Diego, Kalifornien) war ein US-amerikanischer Politiker. Zwischen 1891 und 1897 vertrat er den Bundesstaat Kalifornien im US-Repräsentantenhaus.

## Werdegang
William Bowers besuchte die öffentlichen Schulen seiner Heimat. 1854 zog er nach Wisconsin. Während des Bürgerkrieges diente er zwischen 1862 und 1865 in einer Kavallerieeinheit aus Wisconsin, die zum Heer der Union gehörte. Im Jahr 1869 zog er nach San Diego, wo er als Rancher arbeitete. Gleichzeitig begann er als Mitglied der Republikanischen Partei eine politische Laufbahn. In den Jahren 1873 und 1874 war er Abgeordneter in der California State Assembly. Zwischen 1874 und 1879 leitete er die Zollbehörde im Hafen von San Diego. Außerdem betrieb er dort zwischen 1884 und 1891 ein Hotel.
Von 1887 bis 1889 gehörte Bowers dem Senat von Kalifornien an. Bei den Kongresswahlen des Jahres 1890 wurde er im sechsten Wahlbezirk von Kalifornien in das US-Repräsentantenhaus in Washington, D.C. gewählt, wo er am 4. März 1891 die Nachfolge von William Vandever antrat. Nach zwei Wiederwahlen konnte er bis zum 3. März 1897 drei Legislaturperioden im Kongress absolvieren. Ab 1893 vertrat er dort den damals neu eingerichteten siebten Distrikt seines Staates. Im Jahr 1896 unterlag er Curtis H. Castle von der Populist Party. Ab 1895 war er Vorsitzender des Ausschusses zur Überarbeitung der Bundesgesetze (Committee on Revision of the Laws).
Zwischen 1902 und 1906 leitete er nochmals die Zollbehörde im Hafen von San Diego. Danach zog er sich in den Ruhestand zurück. William Bowers starb am 2. Mai 1917 in San Diego.